# Нежинский водозабор
Нежинский водозабор — первый артезианский водозабор из которого в марте 2015 года была начата подача воды по Северо-Крымскому каналу.

## Описание
Водозабор расположен на южной окраине села Нежинское.
Расстояние от Нежинского водозабора до Северо-Крымского канала составляет 6 км.
Глубина скважин составляет 185 м, общая производительность — 75 тыс. м³ в сутки.
Строительство началось в 2014 году, стоимость работ на первом этапе составила 123 млн рублей.
К концу января 2015 года были пробурены все 12 скважин, выполнено устройство 6-ти камер скважин, подготовка котлована под РЧВ, устройство подъездных дорог, подготовка под монтаж ограждения санитарно-защитной зоны.
С 10 сентября введены в работу более экономичные и производительные насосы. Если до этого использовались насосы мощностью 90 кВт производительностью 200 м³/час, то были установлены насосы мощностью 75 кВт и производительностью 300 м³/час.
В 2015 году финансирование по ФЦП составило 3,5 млрд рублей.

## Полевой трубопровод
Прокладка полевого трубопровода выполнялась вручную, поскольку использовать автоматизированный способ не позволял ландшафт местности. Из Мулино было доставлено 27 тыс. труб длиной по 6 м, общей протяжённостью 160 км.
Нежинский стал первым водозабором, из которого 27 марта 2015 года началось тестовое заполнение Северо-Крымского канала со скоростью 5 тыс. м³ в сутки.
К 1 апреля трубопроводным батальоном ЗВО было проложено 8 ниток временного трубопровода, каждая протяжённостью по 5,17 км. К концу апреля было проложено 14 ниток, 7 ниток включены в работу.
Точка сброса располагалась в районе насосной станции № 56-а ГБУ РК «Джанкойское МУВХ».
Для предупреждения потерь воды из нижнего бьефа на подпорном сооружении ПС-4 (ПК 2214+39) были выполнены работы по укладке мешков с песком.
Данная конструкция не позволяет полностью исключить потери воды в верхний бьеф, но позволяет создать значительную разницу уровней — дополнительный подпор в сторону обратной от проектной.
ПС-4 расположено между Азовское и Табачное, через него проходит автомобильная дорога.
В конце мая четыре скважины давали 15-16 тыс. м³ в сутки.
4 июня начальник пресс-службы Западного военного округа сообщил, что военные развернули 24 линии полевого трубопровода, общей протяжённостью 124 км и возвращаются в Нижегородскую область. Передислокация военнослужащих будет осуществляться самолётами военно-транспортной авиации с аэродрома Бельбек, а автомобильная и специальная техника совершит марш протяжённостью более 2 тыс. км в составе пяти механизированных колонн.
Часть из работ, таких как организация временного электроснабжения, грузовые работы на станции Азовская, обустройство и техническое обслуживание скважин были профинансированы из резервного фонда Республики Крым.
В мае 2017 года производилась разборка 24 ниток временного трубопровода ПМТП-150 Нежинский водозабор — СКК для предоставления трассы под строительство двух ниток напорного водопровода диаметром 900 мм от Нежинского водозабора до ВНС-1 у села Октябрьское.

## Эксплуатация
Использование полевых трубопроводов требует частичного наполнения Северо-Крымского канала на участке протяжённостью 22 км от ПС-4 до Новоивановского гидроузла.
По состоянию на конец августа 2015 года водозабор поставлял 50 тыс. м³ в сутки; всего было получено 4 млн м³. К октябрю — 5,3 млн м³. Всего в 2015 году было подано 8,45 млн м³.
В апреле 2016 года подача воды осуществлялась в объёме 60 тыс. м³ в сутки.
По состоянию на 9 декабря 2016 года в СКК подано 12,31 млн м³. В работе находились 9 из 12 скважин и 24 нитки временного водовода, суточный водозабор составлял 38,6 тыс. м³.
Эксплуатирует водозабор Крымский филиал ЭКДС ГБУ РК «Крыммелиоводхоз».